# Linea N
La linea N Broadway Express è una linea della metropolitana di New York, che collega la città da nord-est, con capolinea presso la stazione di Astoria-Ditmars Boulevard, a sud, con capolinea presso Coney Island-Stillwell Avenue. È indicata con il colore giallo girasole poiché la trunk line utilizzata a Manhattan è la linea BMT Broadway.

## Storia

### 1900-1999
L'attuale linea N fu attivata il 22 giugno 1915, in concomitanza con l'apertura della linea BMT Sea Beach. All'epoca la Brooklyn-Manhattan Transit Corporation indicava la linea, conosciuta come Sea Beach Express, con il numero 4. Il 14 settembre 1917, dopo l'entrata in servizio della prima sezione della linea BMT Broadway, la linea fu estesa fino a Union Square utilizzando il ponte di Manhattan ed infine, il 15 gennaio 1918, venne prolungata fino a Times Square.
Il 2 maggio 1957 la linea venne estesa sino a 57th Street-Seventh Avenue e, a partire dal 1959, i treni iniziarono ad effettuare la fermata di DeKalb Avenue durante le ore mattutine. In precedenza, la stazione veniva sempre bypassata, tranne che di notte. Dal 1º gennaio 1961, i treni iniziarono a saltare la stazione di DeKalb Avenue nelle ore di punta e, in aggiunta, il servizio sulla linea BMT Fourth Avenue divenne locale di notte e durante il sabato.
L'attuale designazione di linea N comparse per la prima volta nell'aprile del 1961, con l'introduzione degli R27 sulla linea. La designazione linea NX fu invece utilizzata per una linea super-express attiva solo nelle ore di punta che iniziava presso Brighton Beach, arrivava a Coney Island e poi seguiva il percorso della linea N. Ebbe però una breve durata, attivata infatti il 27 novembre 1967 fu poi soppressa il 15 aprile 1968 per carenza di passeggeri.
Il 28 agosto 1976, la linea N venne estesa, utilizzando la 60th Street Tunnel Connection, fino a Forest Hills-71st Avenue per rimpiazzare la soppressa linea EE. Da questo momento, mentre alcuni treni della linea andavano da Coney Island a 71st Avenue, attraverso il ponte di Manhattan e i binari espressi della linea Broadway, altri svolgevano un servizio locale tra 71st Avenue e la stazione di South Ferry-Whitehall Street, sita a Lower Manhattan.
A partire dal 13 aprile 1986, i binari nord del ponte di Manhattan furono chiusi per massicci lavori. A causa della grande mole di traffico sui binari sud, il servizio diurno della linea N smise di usare il ponte e venne deviato nel Montague Street Tunnel; di notte e nei fine settimana, la linea continuava invece ad usare il ponte e terminava a 57th Street-Seventh Avenue. Il 24 maggio 1987, la linea si scambiò il capolinea nord con la linea R e fu quindi deviata sino ad Astoria.
L'11 dicembre 1988, i binari nord del ponte di Manhattan furono riaperti e quelli in direzione sud chiusi, la linea iniziò quindi a svolgere un servizio locale a Brooklyn, mentre la linea M fu deviata dalla linea BMT Brighton alla linea BMT West End. A fine 1990, il ponte di Manhattan divenne nuovamente completamente operativo, tuttavia la scoperta di alcune crepe sotto i binari sud portarono ad una nuova chiusura.
Nel 1994, la linea tornò a svolgere un servizio espresso a Brooklyn, ma solo tra Atlantic Avenue e 59th Street, e fino al 1996 il capolinea meridionale fu indietreggiato a 86th Street, per via di alcuni lavori a Coney Island. Tra aprile e novembre 1995, anche i binari nord del ponte di Manhattan furono chiusi, portando ad una momentanea sospensione del servizio espresso a Brooklyn.

### 2000-presente
Dopo gli attentati dell'11 settembre 2001, la linea BMT Broadway fu chiusa a Lower Manhattan e la linea N sospesa. Il servizio lungo il suo percorso venne assicurato dalla linea W a Manhattan e Queens e dalla linea M a Brooklyn. Il 28 ottobre, la linea fu riattivata anche se la stazione di Cortlandt Street rimase chiusa sino al 15 settembre 2002. Dall'8 settembre 2002, il servizio notturno e dei fine settimana della linea venne troncato a nord di Atlantic Avenue, per via dei lavori di ricostruzione alla stazione di Coney Island. Il servizio a Manhattan e Astoria venne quindi assicurato dalla linea W, l'unica ad accedere a Coney Island durante questi lavori.
Il 22 febbraio 2004, i lavori sul ponte di Manhattan furono finalmente conclusi. La linea N tornò quindi al suo percorso originale: nei giorni feriali la linea svolgeva una servito espresso tra 34th Street-Herald Square e 59th Street e uno locale nel resto del tragitto, nei fine settimana il servizio era locale anche a Manhattan, mentre di notte era reindirizzata nel Montague Street Tunnel in sostituzione della linea R. Il 29 maggio 2005 furono invece completati i lavori a Coney Island.
Il 28 giugno 2010, il servizio a Manhattan divenne sempre locale, in situazione della linea W, soppressa a casa di problemi di bilancio della Metropolitan Transportation Authority. A partire dal 2 agosto 2013, per via dei lavori di riparazione al Montague Street Tunnel dopo il passaggio dell'uragano Sandy, il servizio notturno fu reindirizzato sul ponte di Manhattan. Il 14 settembre 2014, il normale servizio fu ripristinato.
Il 19 febbraio 2016, la MTA ha comunicato che, in vista dell'apertura della Second Avenue Subway, i services sulla linea BMT Broadway avrebbero subito alcuni cambiamenti. La linea N è tornata quindi a svolgere un servizio espresso nei giorni feriali tra Herald Square e Canal Street a partire dal 7 novembre 2016.

## Il servizio
Come il resto della rete, la linea N Broadway Express è sempre attiva, 24 ore su 24. A seconda delle fasce orarie il servizio è così strutturato:
- Tra le 6:30 e le 22:00, nei giorni feriali, la linea svolge un servizio espresso a Manhattan e uno locale nel Queens e a Brooklyn, tranne che sulla linea Fourth Avenue dove il servizio è espresso. Inoltre, la linea utilizza tra Manhattan e Brooklyn il ponte di Manhattan, bypassando Lower Manhattan. Ferma in 28 stazioni, con un tempo di percorrenza di 1 ora e 20 minuti circa. Nella stessa fascia oraria durante i giorni festivi la linea è locale anche a Manhattan e ferma in 32 stazioni.[9]
- Tra le 22:00 e le 23:00 e tra le 5:30 e le 6:30, la linea svolge un servizio locale lungo tutto il percorso e continua a bypassare Lower Manhattan. Ferma in 39 stazioni, con un tempo di percorrenza di 1 ora e 20 minuti circa.[9]
- Tra le 23:00 e le 5:30, la linea svolge sempre un servizio locale ma è reindirizzata attraverso Lower Manhattan, utilizzando tra Manhattan e Brooklyn il Montague Street Tunnel. Ferma in 45 stazioni, con un tempo di percorrenza di 1 ora e 30 minuti circa.[9]

Possiede interscambi con 22 delle altre 24 linee della metropolitana di New York, con le quattro linee della Port Authority Trans-Hudson, con il servizio ferroviario suburbano Long Island Rail Road, con numerose linee automobilistiche gestite da MTA Bus, NJT Bus e NYCT Bus e con il traghetto Staten Island Ferry.

### Le stazioni servite
| Stazione                          |  | Interscambi con la metropolitana                            | Altri Interscambi              |
| --------------------------------- |  | ----------------------------------------------------------- | ------------------------------ |
| Queens                            |  |                                                             |                                |
| Astoria-Ditmars Boulevard         |  | W                                                           | MTA Bus                        |
| Astoria Boulevard                 |  | W                                                           | MTA Bus · NYCT Bus             |
| 30th Avenue                       |  | W                                                           | MTA Bus                        |
| Broadway                          |  | W                                                           | MTA Bus                        |
| 36th Avenue                       |  | W                                                           | MTA Bus                        |
| 39th Avenue                       |  | W                                                           | MTA Bus                        |
| Queensboro Plaza                  |  | 7 · W                                                       | MTA Bus · NYCT Bus             |
| Manhattan                         |  |                                                             |                                |
| Lexington Avenue/59th Street      |  | 4 · 5 · 6 · R · W                                           | MTA Bus · NYCT Bus             |
| Fifth Avenue-59th Street          |  | R · W                                                       | NYCT Bus                       |
| 57th Street-Seventh Avenue        |  | Q · R · W                                                   | NYCT Bus                       |
| 49th Street                       |  | Q · R · W                                                   | NYCT Bus                       |
| Times Square-42nd Street          |  | 1 · 2 · 3 · 7 · A · C · E · Q · R · W · 42nd Street Shuttle | MTA Bus · NJT Bus · NYCT Bus   |
| 34th Street-Herald Square         |  | B · D · F · M · Q · R · W                                   | PATH · MTA Bus · NYCT Bus      |
| 28th Street                       |  | Q · R                                                       |                                |
| 23rd Street                       |  | Q · R                                                       | MTA Bus · NYCT Bus             |
| 14th Street-Union Square          |  | 4 · 5 · 6 · L · Q · R · W                                   | NYCT Bus                       |
| Eighth Street-New York University |  | Q · R                                                       | NYCT Bus                       |
| Prince Street                     |  | Q · R                                                       | NYCT Bus                       |
| Canal Street                      |  | 4 · 6 · J · Q · R · W · Z                                   | NYCT Bus                       |
| City Hall                         |  |                                                             | NYCT Bus                       |
| Cortlandt Street                  |  |                                                             | PATH · MTA Bus · NYCT Bus      |
| Rector Street                     |  |                                                             | MTA Bus · NYCT Bus             |
| Whitehall Street-South Ferry      |  | 1 · R                                                       | Staten Island Ferry · NYCT Bus |
| Brooklyn                          |  |                                                             |                                |
| Court Street                      |  | 2 · 4 · R                                                   | MTA Bus · NYCT Bus             |
| Jay Street-MetroTech              |  | A · F · R                                                   | MTA Bus · NYCT Bus             |
| DeKalb Avenue                     |  | D · Q · R                                                   | NYCT Bus                       |
| Atlantic Avenue-Barclays Center   |  | 2 · 3 · 4 · 5 · B · D · Q · R                               | LIRR · MTA Bus · NYCT Bus      |
| Union Street                      |  | D · R                                                       | NYCT Bus                       |
| Ninth Street                      |  | D · F · G · R                                               | MTA Bus · NYCT Bus             |
| Prospect Avenue                   |  | D · R                                                       | NYCT Bus                       |
| 25th Street                       |  | D · R                                                       | NYCT Bus                       |
| 36th Street                       |  | D · R                                                       | NYCT Bus                       |
| 45th Street                       |  | R                                                           | NYCT Bus                       |
| 53rd Street                       |  | R                                                           | NYCT Bus                       |
| 59th Street                       |  | R                                                           | NYCT Bus                       |
| Eighth Avenue                     |  |                                                             | NYCT Bus                       |
| Fort Hamilton Parkway             |  |                                                             | NYCT Bus                       |
| New Utrecht Avenue                |  | D                                                           | NYCT Bus                       |
| 18th Avenue                       |  |                                                             | NYCT Bus                       |
| 20th Avenue                       |  |                                                             |                                |
| Bay Parkway                       |  |                                                             | NYCT Bus                       |
| Kings Highway                     |  |                                                             | NYCT Bus                       |
| Avenue U                          |  |                                                             | NYCT Bus                       |
| 86th Street                       |  |                                                             | NYCT Bus                       |
| Coney Island-Stillwell Avenue     |  | D · F · Q                                                   | NYCT Bus                       |

## Il materiale rotabile
Sulla linea N vengono attualmente usati due diversi materiali rotabili, gli R68 e gli R160. I primi risalgono agli anni 1980 e furono prodotti dalla Westinghouse Amrail Company, i secondi sono degli anni 2010 e furono prodotti dalla Kawasaki Heavy Industries. Gli R160 vengono utilizzati regolarmente nel servizio, mentre gli R68 solo nelle ore di punta mattutine per aumentare la portata complessiva della linea. Il deposito assegnato alla linea è quello di Coney Island.